# لينا ويرتمولر

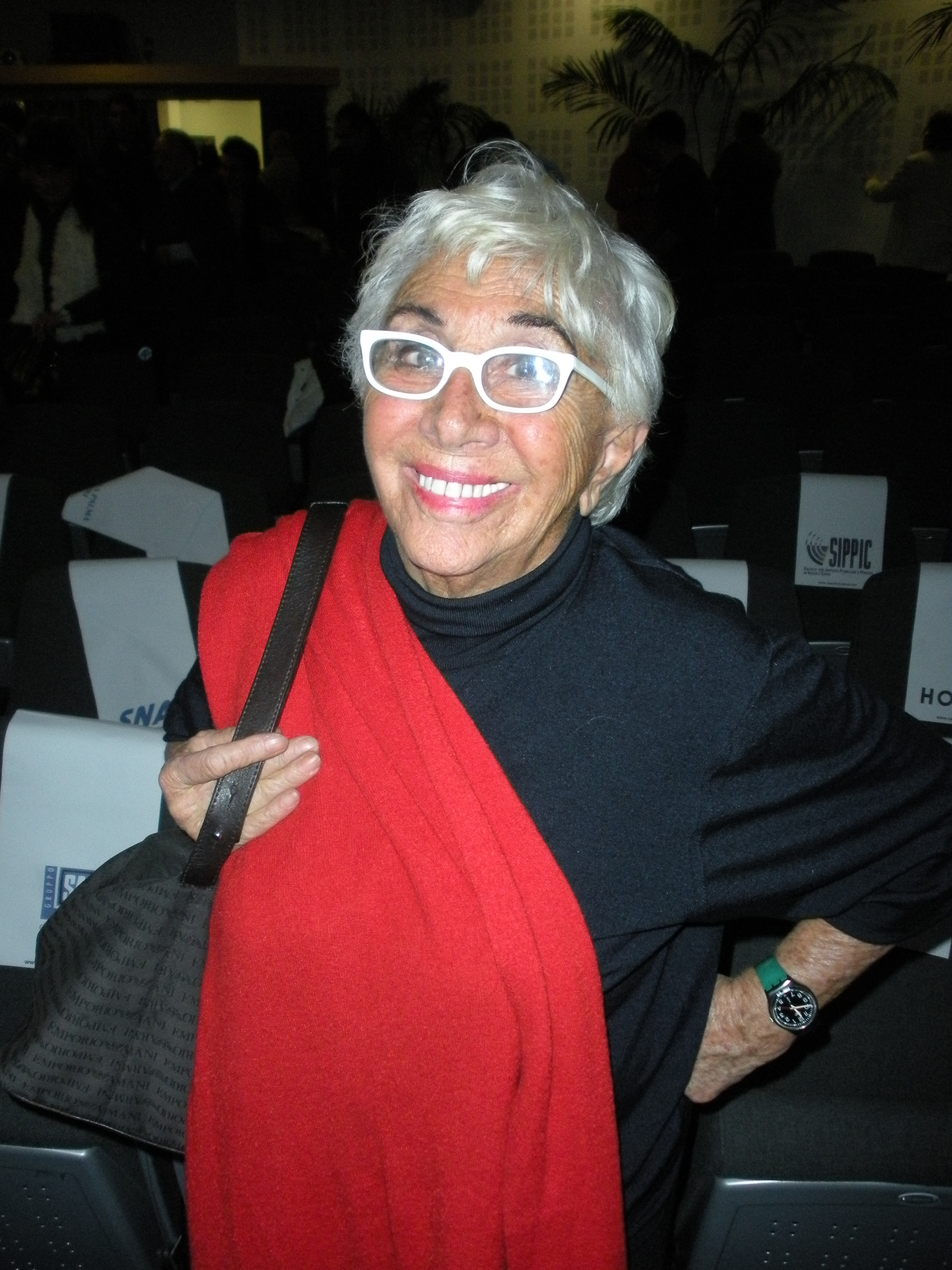
لينا ويرتمولر ، مخرجة الإيطالية

لينا فارتميلر (بالإنجليزية: Lina Wertmüller)‏(14 أغسطس 1928-9 ديسمبر 2021) كانت كاتبة سيناريو ومخرجة سينمائية إيطالية من أصول سويسرية.
هي المرأة الأولى التي رشحت لجائزة الأوسكار لأفضل مخرج على فيلمها "المحاسن السبع"، وهي واحدة من بين اربع نساء اللواتي رشحن لهذه الجائزة من أبناء جيلها. في سنة 2019 منحت جائزةأوسكار الفخرية. عرفت فارتميلر بشعرها القصير ونظاراتها ذوات الإطار الابيض، هذا نظرها الذي اتخذته منذ سنوات الستين.

## السيرة الذاتية
ولدت فارتميلر في روما لعائلة كاثوليكية محافظة من أصل سويسري كانت في طفولتها متمردة جدا، ابعدت عن اثني عشرة مدرسة كاثوليكية مختلفة، تسجلت لتعلم المسرح على الرغم من رغبة أبيها الذي أرادها ان تكون محامية.
وعندما انهت تعليمها تجولت بأوروبا بإطار عملها كمشغلة لمسرح الدمى. وفي العشر سنوات التالية عملت في المسرح كممثلة، مخرجة، وكاتبة مسرح خلال هذه الفترة التقت (جانكلارو جانيني) الذي بالتالي سطح نجمه في افلامها الكبيرة ومن خلال هذا التعارف مع مارتشيلو ماستروياني التقت فيدريكو باليني وعلمت في 1962 مساعدة مخرج في فيلمه (ثمانية ونصف) وخلال السنة أخرجت فارتميلر العرض الأول لها (The lizards) كانت فكرته الاساسية حياة الفقر للايطاليين الجنوبيين. التي شكلت فكرة متكررة في الأعمال اللاحقة أكثر. بعد ذالك حققت افلامها بنجاحات متوسطة لكن في عام 1972 حققت فارتميلر نجاحا عالميا مستمرا لسلسلة من أربعة أفلام بطولة (جانكلارو جنيني) اخرهم الحسناوات السبع من عام 1975 الذي حصل على اربع ترشيحات لجائزة الأوسكار الذي لاقى إقبالا كبيرا على شباك التذاكر العالمي.
فارتميلر هي المرأة الأولى التي رشحت لجائزة الاوسكار لأفضل مخرج مع (جاين كامبيون)، (صوفيا كوبوه) ، (كاترين بيجلو)، وهن من أوائل النساء اللواتي رشحن للحصول على مثل هذه جوائز.
كانت فارتميلر زوجة (لانيركو جوب -توفي في 4 مارس 2008) كان مصمم فني معها في بعض من افلامها. توفيت في التاسع من ديسمبر في 2021 عن عمر يناهز 93.